# Коржынколь (озеро)
Коржынколь (каз. Қоржынкөл) — озеро в Жамбылском районе Северо-Казахстанской области Казахстана. Находится в 3 км к юго-западу от села Ольговка.
По данным топографической съёмки 1940-х годов, площадь поверхности озера составляет 2,74 км². Наибольшая длина озера — 3 км, наибольшая ширина — 1,4 км. Длина береговой линии составляет 8,3 км, развитие береговой линии — 1,4. Озеро расположено на высоте 151,8 м над уровнем моря.